# Hinton (Hampshire)
Pour les articles homonymes, voir Hinton.
Hinton est une localité dispersée dans la paroisse civile de Bransgore, dans le comté anglais du Hampshire.

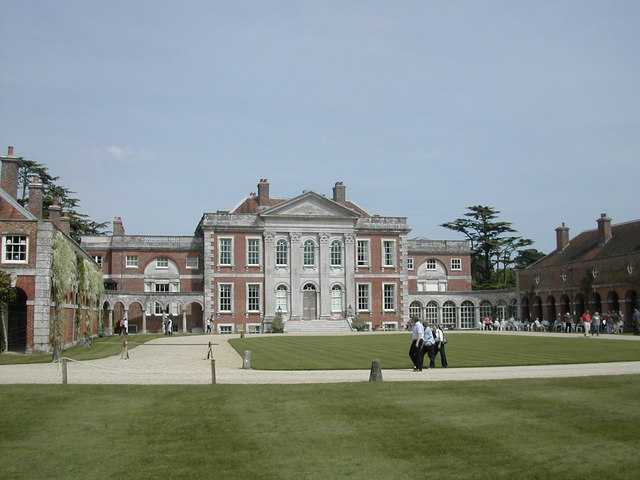
Hinton Admiral House.

## Vue d'ensemble
Hinton est centré sur la route A35 au nord-est de  Christchurch et donne son nom à la fois à Hinton House et à Hinton Admiral. 
À des fins d'administration locale, le village se trouve dans la paroisse civile de Bransgore et dans le district de la New Forest.
Il est desservi par la ligne principale de chemin de fer et la gare Hinton Admiral.
L'hôtel East Close propose un hébergement pour cette région. C'est une maison d'importance historique, elle est inscrite au registre du patrimoine anglais.

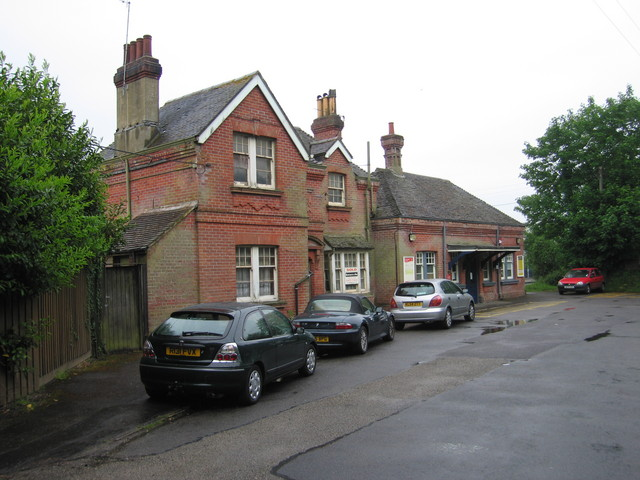
La gare.
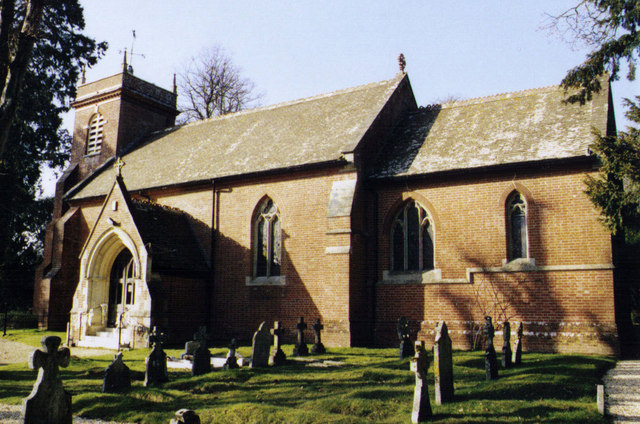
Église St Michael and All Angels, Hinton.
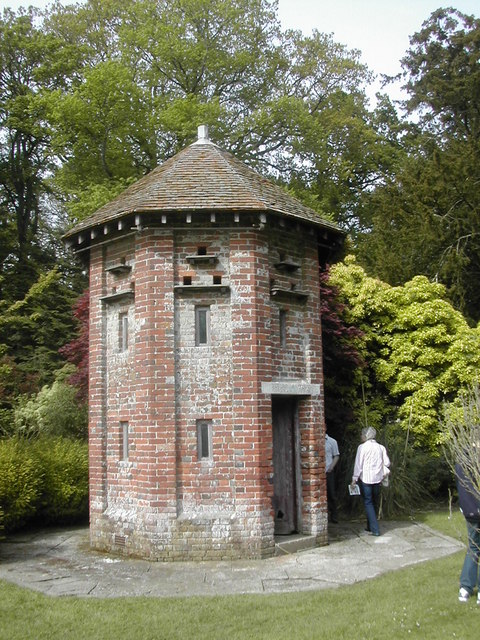
Colombier à Hinton Admiral House.
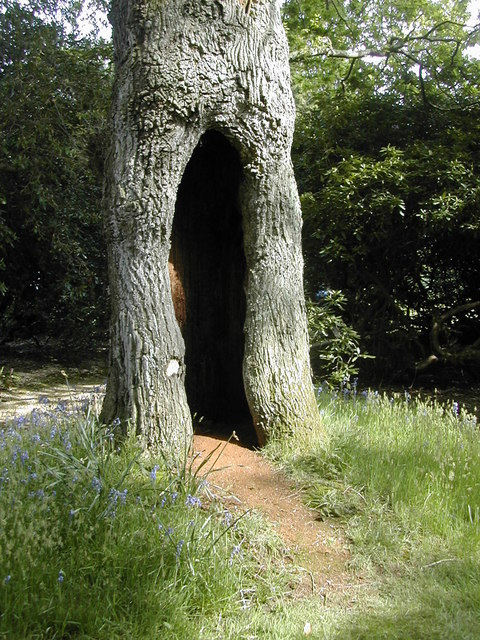
Vieux chêne dans le parc.